# Heel Verlag

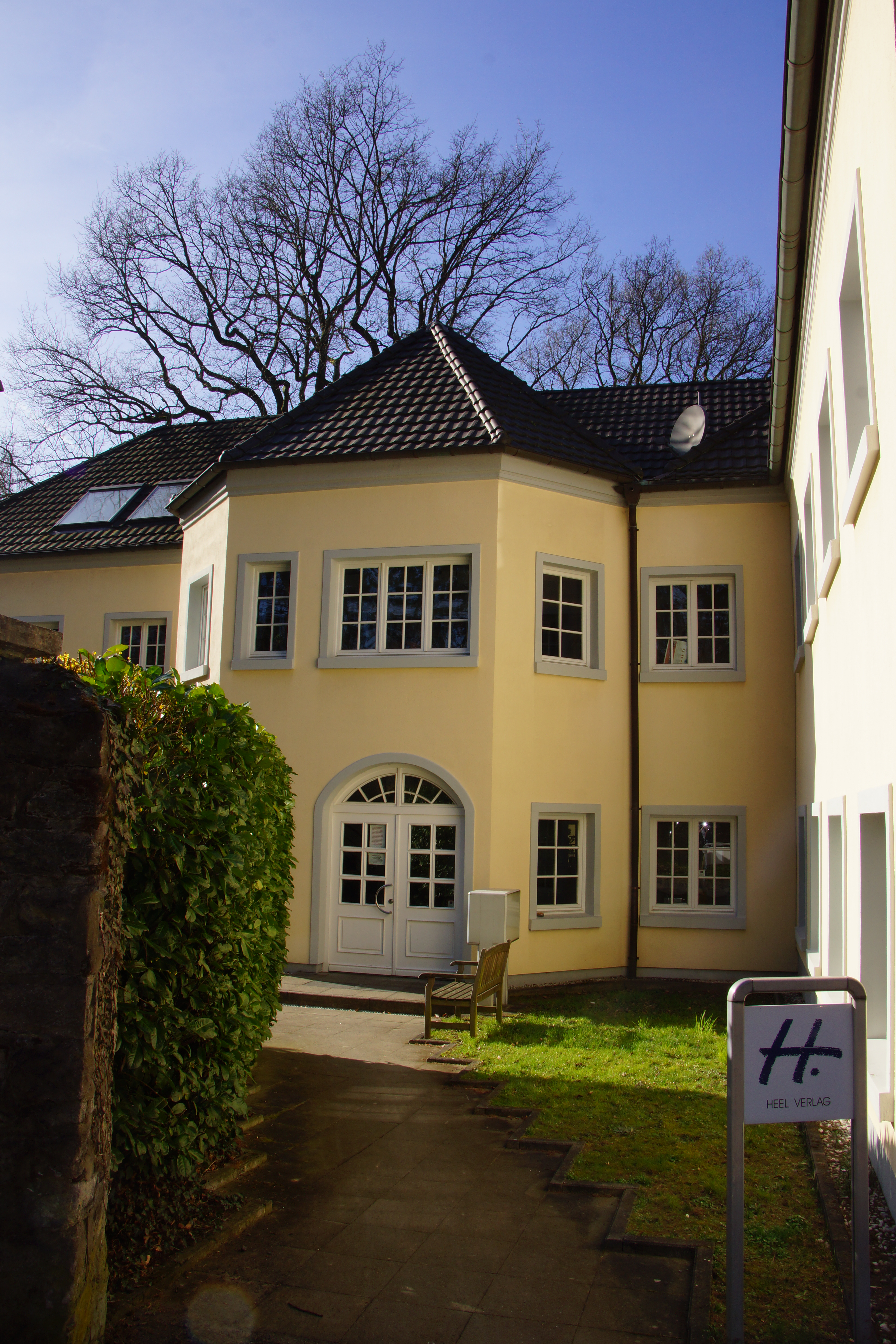
Heel-Verlag

Der Heel Verlag wurde 1980 in Bonn-Oberkassel gegründet. Erstes Verlagsobjekt war der Konzert-Almanach, eine jährlich erscheinende Zusammenstellung aller Konzerttermine der klassischen Musik in Deutschland.  
Der Heel-Verlag beschäftigt 30 Mitarbeiter und mit etwa 7 Millionen Euro Jahresumsatz gehört der Verlag zu den 100 umsatzstärksten Verlagen in Deutschland. Der Firmensitz befindet sich heute im Gut Pottscheid in Königswinter. Er bringt pro Jahr circa 80 Neuerscheinungen und 30 Kalender heraus.
Besonders Grill- und Technikthemen (Automobil, Oldtimer, Motorrad, Luftfahrt, Maritim, Eisenbahn) sind das Spezialgebiet. Hinzu kommen Bücher zu Filmen oder Fernsehserien, Ratgeber, Kochbücher, Musikbücher oder Uhrenbücher und die vier Zeitschriften Armbanduhren,  Maranello World, Porsche-Fahrer und MIXX. 
Neben dem klassischen Verlagsgeschäft betätigt sich Heel zunehmend im Corporate Publishing (Firmenchroniken, Jubiläumsbände und andere Kooperationen mit den verschiedensten Unternehmen).